# Heliogomphus borneensis
Heliogomphus borneensis är en trollsländeart som beskrevs av Maurits Anne Lieftinck 1963. Heliogomphus borneensis ingår i släktet Heliogomphus och familjen flodtrollsländor. Inga underarter finns listade i Catalogue of Life.